# Uwe Grabe
Uwe Grabe (* 15. Oktober 1942 in Brandenburg an der Havel) ist ein ehemaliger deutscher Kugelstoßer, der für die DDR startete.
1965 wurde er DDR-Meister und 1968 DDR-Hallenmeister.
Bei den Olympischen Spielen 1968 in Mexiko-Stadt wurde er Siebter, und bei der Universiade 1970 gewann er Bronze.
Im Januar 1973 wurde Grabe als Leistungssportler verabschiedet.
Seine persönliche Bestleistung von 20,50 m stellte er am 17. Mai 1972 in Cottbus auf.